# .asia
.asia és un domini de primer nivell genèric d'Internet proposat per l'organització DotAsia, amb el registre per ser operat finalment per Afilias. El domini Àsia es va presentar al públic a través d'un llançament complet que va implicar un procés multifase Sunrise i Landrush del 9 d'octubre de 2007 al 12 de març de 2008. Va estar disponible per primera vegada. base de registre -come-first-served el 26 de març de 2008. El 2013, hi ha més de 455.000 dominis .asia registrats a 155 països.
El domini de primer nivell territorial existent, .as està reservat per la Samoa Americana, tot i que admet llocs estrangers.